# Hickmania troglodytes
Hickmania troglodytes là một chi đơn loài nhện trong họ Austrochilidae.